# Zębiełek piżmowy
Zębiełek piżmowy (Crocidura douceti) – gatunek owadożernego ssaka z rodziny ryjówkowatych (Soricidae). Występuje w Gwinei i Wybrzeżu Kości Słoniowej oraz prawdopodobnie w Nigerii (kości okazów znalezionych w wypluwkach sów w Nigerii mogą być błędnie oznaczone). Zamieszkują pierwotne lasy równikowe prowadząc częściowo nadrzewny tryb życia. W Czerwonej księdze gatunków zagrożonych Międzynarodowej Unii Ochrony Przyrody i Jej Zasobów został zaliczony do kategorii DD (niedostateczne dane), ponieważ obecne zagrożenia dla tego gatunku nie są dobrze znane.